# Marguerite Porete
Marguerite Porete, Markéta Poretová (někdy mezi 1250 a 1260 – 1. června 1310), je představitelkou francouzské mystiky. Je známá díky svému dílu Le Miroir des Ames simples (doslova Zrcadlo prostých duší), a inkvizičnímu procesu, kterému byla pro šíření tohoto spisu autorka podrobena. Dílo Zrcadlo prostých duší bylo veřejně spáleno (pravděpodobně v období let 1296–1306) a autorka dostala zákaz své myšlenky šířit. O několik let později následovala Marguerite osud svého spisu - byla veřejně upálena jako kacířka. Dílo se však dochovalo a významně ovlivnilo středověkou mystiku. Postupem času začalo žít vlastním životem, na autorku se zapomnělo a spis samotný byl připisován různým autorům, například i vlámskému mystikovi Janu van Ruisbroecovi.

## Životopis
Marguerite se narodila pravděpodobně v rozmezí let 1250 a 1260 ve městě Valenciennes. O skutečném životě Marguerite je známo velmi málo. Je možné se opírat pouze o záznamy ze soudního procesu a několik málo náznaků, které zanechává v myšlenkách svého díla. Podle způsobu, jakým psala Zrcadlo prostých duší, lze usuzovat, že patřila k bohatší a hluboce vzdělané vrstvě obyvatelstva. Oplývala značnou znalostí Bible, teologie i dobové literatury.
Marguerite je často uváděna jako významná bekyně, vedle Hadewijch a Mechthildy z Magdeburku, a nepochybně ji můžeme v širším slova smyslu k tomuto hnutí řadit. Ona sama se však za bekyni přímo nepovažovala - přinejmenším se vůči nim snažila vymezit. Bekyně jako laické ženské duchovní hnutí vzniklo ve dvanáctém století a mělo velmi různorodou podobu, od usedlého života podobného klášternímu až po potulné kazatelky. Usedlý způsob bekináže představoval život zbožných žen v chudobě, věnujících se studiu písma, kontemplaci, náboženskému vzdělávání dívek, službě bližním a podobně. I když se život podobal klášternímu, taková komunita nebyla zastřešena klauzurou. Marguerite se snažila vyhranit zejména vůči usedlému, regulovanému způsobu. Marguerite byla podle soudního procesu spojována s herezí bratří a sester svobodného ducha. Aby předešla podezření ze šíření heretického učení a podpořila své myšlenky, obsažené v knize Zrcadlo prostých duší, získala dobrozdání tří významných církevních autorit - Jana z Queraynu, Doma Franca z Villiers a Godfrieda z Fontaines (zabýval se i dílem Hildegardy z Bingen), který však nedoporučoval, aby knihu četlo příliš mnoho lidí, protože podle jeho názoru by mohlo dojít k nesprávnému pochopení díla. Marguerite své myšlenky veřejně prezentovala, což vyústilo v zákaz psaní a k veřejnému spálení díla biskupem z Cambrai někdy v období let 1296–1306. To ji však neodradilo a začala hledat nové dobrozdání pro svou knihu. Útoky se jí podařilo odrážet pouze do roku 1308, kdy byla předvedena před inkvizitora z Lorraine, který ji následně poslal do Paříže k inkvizitorovi francouzského krále Filipa IV. Francouzského, Vilémovi Pařížskému. Dílo bylo následně posuzováno mistry teologie, kteří vypracovali seznam sporných tvrzení. Na jejich podkladě byla Marguerite Poreta dne 31. května 1310 odsouzena. Po dvouletém vyšetřování a soudním procesu byla 1. června 1310 v Paříži upálena jako nenapravitelná kacířka.

## Mezi světicí a kacířkou
Na tomto místě je vhodné povšimnout si dobový kontext. S rozvojem kanonického práva v 13. století a se silnou pozicí inkvizice přibývaly sklony zneužívat tuto instituci na vyvíjení politického tlaku pro potřeby mocenských zájmů papežského stolce či světských panovníků. Obvinění z hereze, tedy kacířství, bylo vedle obrany pravé víry často i záminkou k obohacení se a k vyřazení mocenského rivala ze hry. V roce 1307 začíná francouzský král Filip IV. Sličný s mohutnou iniciativou na zrušení bohatého templářského řádu. Řád se vymanil z královské jurisdikce - spadal přímo pod papeže, navíc po pádu Akko v roce 1291, kterým se zmařily šance na získání Jeruzaléma do křesťanských rukou, ztratil tento řád opodstatnění. Filipovy snahy vyústily ve svolání Viennského koncilu papežem Klementem V. Na papeže měl francouzský panovník značný vliv (Avignonské zajetí), zejména kvůli hrozícímu procesu se zesnulým papežem Bonifácem VIII., což by znamenalo diskreditaci papežského stolce. Koncil byl svolán primárně na řešení templářské otázky. Kromě ní se zabýval i herezí svobodného ducha a postavením bekyní a bekhardů. Bula Ad nostrum spojila laické hnutí bekyní a bekhardů s herezí svobodného ducha. Bula uvádí osm bludných heretických bodů, přičemž některé z nich jsou doslovnou citací ze Zrcadla prostých duší od upálené Marguerite Poreta. Bula v podstatě rozpouští volné laické společenství bekináží a institucionalizuje je do řádových společenství s pevnými pravidly, hierarchií a kontrolou.
Postoj církve k bekyním a celému hnutí však lze charakterizovat spíše jako rozporuplný. Bula Cum de quibusdam, která byla také dílem Viennského koncilu, upřesňuje, co je považováno za činnost hodnou exkomunikace, zmínka je však pouze o ženách. Hlavním důvodem k potlačení bekyňském hnutí byl fakt, že o vysokých teologických otázkách přednášeli laici, a to dokonce v národních jazycích. Bula obsahuje klauzuli, která dovoluje zbožným ženám provádět pokání a pokorně sloužit Bohu, ale v soukromí svých domácností. (Díky tomu se podařilo hnutí nakonec zachovat.) O heretičnosti učení neexistoval jednotný názor, a tak výsledek procesu často závisel na konkrétní politické situací v daném prostoru. Ostrým příkladem takové ambivalence je Margueritina současnice Anděla z Foligna, františkánská terciářka ze střední Itálie. V Angelině knize zjevení (Liber) najdeme myšlenky značně podobné Margueritiným, případně i odvážněji formulované vize, které mají k herezi svobodného ducha velmi blízko. Navzdory této zjevné spirituální myšlenkové blízkosti obou žen byl Angelininým vizím po teologickém posouzení připsán božský původ a ona sama se stala uctívanou a váženou již za svého života, na rozdíl od Marguerite, kterou čekala hranice.

## Hereze svobodného ducha
Bula Ad nostrum identifikuje herezi svobodného ducha v osmi bodech, které se více méně týkají stavu svobody omilostněné duše, těch, co dosáhli stav duchovní vznešené dokonalosti. První tři body vycházejí přímo z překroucených nebo nepochopených formulací Zrcadla prostých duší. Existence organizované heretické skupiny, která by uznávala jednotlivé body z buly Ad nostrum, nebyla doložena.

## Soudní proces
I přesto, že se Marguerite podařilo shromáždit tři dobrozdání od církevních autorit, její myšlenky a učení veřejně zavrhl Guy II., biskup z Cambrai (1296–1306). Marguerite dostala zákaz šířit své učení a spis, avšak neuposlechla. Na základě svých aktivit byla předvolána před nového biskupa z Cambrai Filipa z Marigny a inkvizitora z Lorraine. Její případ byl následně posunut do Paříže. Proces vedl dominikánský inkvizitor Viliam Pařížský, který se podílel i na procesech s templáři.
Z díla byly vyňaty sporné teze a zaslány na posouzení. Dne 2. dubna 1310 bylo svoláno kolegium v počtu 21 teologů a znalců řeholí, kteří jednohlasně uznali Margueritino dílo za heretické. Následně byla Marguerite 9. května prohlášena za nenapravitelnou kacířku, protože neuposlechla prvotní zákaz vydaný Guyem II. Krátce na to, 31. května, ji inkvizitor předal světské spravedlnosti k výkonu trestu. Upálena byla veřejně dne 1. června 1310 na pařížském náměstí de Grève . Dle názoru profesora Kobusche se jedná „o jednu z největších křivd, jaké se církev kdy dopustila – a nikdy se od ní nepokusila distancovat."

## Zrcadlo prostých duší
Dílo bylo napsáno ve francouzském nářečí - pikardčině. Pikardský originál se nedochoval, dochoval se však starofrancouzský, staroanglický, starotalianský a latinský překlad, zejména díky oblibě díla mezi kartuziány, jako cenného anonymního mystického spisu. Kniha je psána jako rozhovor alegorických postav, zejména Lásky, Rozumnosti a Duše. Příležitostně vstupují do děje jiné postavy, jako například Božská Spravedlnost, Světlo Víry, Pravda či Pokušení, které mají podtrhávat konkrétní kvality Lásky. V knize nacházíme částečně autobiografické prvky ohledně prožívání spirituality samotnou pisatelkou, zejména v pasážích, kde autorka mluví o osvobození se duše od sebe samé, od ctností a celého světa. Autorka se snaží přiblížit neuchopitelnou zkušenost osobního prožívání pomocí obrazů a přirovnání (proto je použit literární žánr zrcadla), ovšem striktně bez popisu jakýchkoliv vizí či zjevení, což byl naopak v dané době u mystiček běžný postup pro legitimizaci a zrovnoprávnění vlastní narativní teologie vůči univerzitní, vyhrazené mužům. Dílo je doplňováno básnickými vsuvkami a veršovanými pasážemi, čímž autorka zvyšovala atraktivitu textu pro posluchače při možných veřejných čteních. (I soukromá četba ve středověku probíhala nahlas, tedy zrakový a sluchový vjem současně. Čtenář knihy byl zároveň jejím posluchačem.) To, že skutečnou autorkou Zrcadla prostých duší je Marguerite Poreta, víme díky objevu italské mediavelistky Romany Guarnieri.

## Teologické pozadí a vlivy
V Zrcadle prostých duší objevujeme podobné obrazy, jako používal pro pojetí lásky k Bohu a stupňů lásky Bernard z Clairvaux, zejména v 11. kapitole spisu De diligendo Deo (Jak milovat Boha). Spojováním lásky a intelektu se přibližuje pojetí Viléma ze Saint-Thierry, podle kterého se láska a intelekt navzájem doprovázejí. Marguerite dovádí svou teologii do stavu znicotněné duše, což interpretuje jako dokonalou jednotu duše s Bohem, kde již není individuální vůle, pouze vůle Boží. V tomto stavu již duše nepotřebuje ctnosti, protože jsou její součástí. Neslouží jim, ale ony slouží jí. Duše prochází sedmi stupni milosti, šest z nich je možné dosáhnout v životě a poslední až po smrti. Jedním z výrazných příjemců Margueritiných myšlenek byl její současník Mistr Eckhart. Podle Kurta Ruha byl Eckhart seznámen s procesem Marguerity Porete. Podle něj znal minimálně odsouzené teze, které byly shodné s bludnými myšlenkami, popsanými v bule Ad nostrum. Ruh také nevylučuje, že by Mistr Eckhart mohl být se Zrcadlem prostých duší podrobněji seznámen, o čemž svědčí podobnost obsahu pojmů Marguaritiny zničené duše a Eckhartovy odloučenosti.

## České překlady
- PORETE, Marguerite. Zrcadlo prostých duší. Překlad Martin Žemla. Praha: Malvern, 2013. 335 s. ISBN 978-80-87580-67-7. S úvodní statí Martina Žemly a s doslovem Martina C. Putny.